# Eggshaker

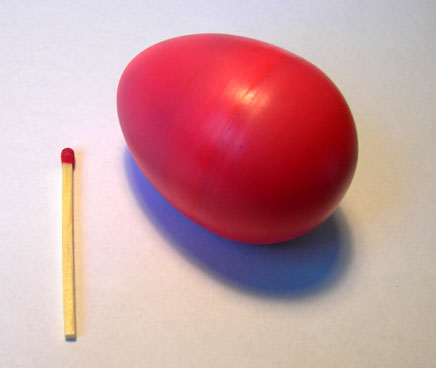
Ein Eggshaker (mit Streichholz zum Größenvergleich)

Ein Eggshaker (englisch, „Schüttelei“), auch chicken shaker, ist ein Perkussionsinstrument und zählt zu den Shakern. Instrumentenkundlich ist der Eggshaker eine eiförmige Gefäßrassel, die zur Gruppe der Idiophone gehört. Die Eiform kann aus verschiedenen Materialien gefertigt werden wie beispielsweise Holz, Metall oder Plastik und ist mit Granulat gefüllt. Körnung und Füllhöhe tragen maßgeblich zum Klang bei.

## Verwendung
Durch Schütteln, Drehen, Dämpfen und andere Techniken lassen sich vielfältige Klänge und Rhythmen erzeugen. Eggshaker werden auch paarweise gespielt. Sie sind im Prinzip verkleinerte Maracas ohne Griff. Der Klang ist fein und leise. Sie eignen sich daher zum Beispiel für Ensembles im A-cappella-Bereich oder als eine in der Handfläche verschwindende Alternative für einen größeren Shaker.